# Hudson Coutinho
Hudson José Coutinho, mais conhecido como Hudson Coutinho (Florianópolis, 12 de julho de 1972), é um treinador brasileiro. Atualmente, está sem clube.

## Carreira
Após várias passagens por outros clubes, como preparador físico. aonde atuou nesta função durante onze anos. Sendo assim, passou a exercer a função de treinador de futebol, no Guarani de Palhoça, em 2012 até no ano seguinte retornar ao Figueirense, clube onde iniciou como preparador. Adquiriu experiência enquanto auxiliar técnico até a saída repentina de Argel Fucks ao Internacional. Foi nomeado técnico interino do Figueira em duas partidas e pouco tempo depois, sendo efetivado definitivamente no comando técnico, logo após a demissão de René Simões.
Em 16 de fevereiro de 2016 Hudson Coutinho é reconduzido ao cargo de auxiliar após desempenho fraco no início do estadual.  Desde que assumiu foram 20 partidas, com seis vitórias, seis empates e oito derrotas. Um aproveitamento de 40%. Seu maior feito foi ter livrado o clube do rebaixamento na Série A em 2015.

## Títulos
Guarani
- Campeonato Catarinense - Série B: 2012.[carece de fontes?]